# Anderson Luís de Abreu Oliveira
Anderson Luís de Abreu Oliveira (* 13. April 1988 in Porto Alegre), genannt Anderson,  ist ein ehemaliger brasilianischer Fußballspieler. Er ist vor allem bekannt für seine Zeit zwischen 2007 und 2015 beim englischen Spitzenklub Manchester United.

## Karriere

### Verein
Anderson Oliveira begann seine Karriere bei dem Verein seiner Heimatstadt Grêmio Porto Alegre. Der schmächtige offensive Mittelfeldspieler (1,76 m, 69 kg) fiel sofort durch seine elegante Spielweise auf und ist zudem ein begnadeter Techniker. Der FC Porto sicherte sich den Youngster 2005 für 5 Millionen €. Der Spieler erhielt einen Vertrag bis 2008 und Porto sicherte sich 70 % der Transferrechte. Mit dem Klub wurde er 2006 auf Anhieb Meister. Im Mai 2007 wurde er von Manchester United für 31,5 Mio. € verpflichtet. Dort trug er die Nummer 8. Im Jahr 2008 konnte er neben der Meisterschaft mit Manchester die Champions League gewinnen. Am 23. Februar 2010 zog sich der Brasilianer in einer Ligapartie gegen West Ham United einen Kreuzbandriss zu und fiel für den Rest der Saison aus. Bei Manchester konnte er sich allerdings nie richtig durchsetzen.
Am 18. Januar 2014 wurde Anderson bis zum Saisonende in die italienische Serie A an den AC Florenz ausgeliehen. Zur Saison 2014/15 kehrte er nach Manchester zurück und kam auf einen Ligaeinsatz. Am 3. Februar 2015 kehrte Anderson in seine Heimat zurück, wo er sich dem Internacional Porto Alegre anschloss.
Nachdem Anderson für die Saison 2017 an den Coritiba FC ausgeliehen war, endete auch sein Kontrakt mit Internacional. Bis Ende Juli 2018 war er ohne Klub, dann wurde sein Wechsel in die Türkei zu Adana Demirspor bekannt. Es blieb dort bei einem kurzen Intermezzo und im Jahr 2019 beendete er seine aktive Laufbahn.

### Nationalmannschaft
Anderson wurde zum besten Spieler der U-17-Fußball-Weltmeisterschaft 2005 in Peru gewählt. Bei diesem Turnier erzielte er zwei Tore.
Sein Debüt in der brasilianischen A-Nationalmannschaft gab Anderson während der Copa América am 27. Juni 2007 gegen Mexiko. Wegen seines erlittenen Kreuzbandrisses war eine Teilnahme an der WM in Südafrika unmöglich. Bereits vor seiner Verletzung war der Mittelfeldspieler bei Nationaltrainer Dunga aber ohnehin nicht mehr erste Wahl.

## Erfolge
Nationalmannschaft
- Copa América: 2007
- Bronzemedaille beim olympischen Fußballturnier: 2008

Grêmio
- Série B: 2005

Porto
- SuperLiga: 2006, 2007
- Portugiesischer Pokalsieger: 2006
- Portugiesischer Super-Cup: 2007

Manchester United
- Englischer Meister: 2008, 2009, 2011, 2013
- UEFA Champions League: 2008
- FIFA-Klub-Weltmeisterschaft: 2008
- League Cup: 2009
- FA Community Shield: 2011

Internacional
- Staatsmeisterschaft von Rio Grande do Sul: 2015, 2016

Coritiba
- Staatsmeisterschaft von Paraná: 2017

## Auszeichnungen
- Goldener Ball bei der U-17-WM: 2005
- Golden Boy: 2008